# Велибор Весовић
Велибор Весовић (Београд, 1955) мајстор је аикида највишег степена на простору бивше Југославије.
Почео да се бави аикидом 1973. године код учитеља Јовице Станојевића, у оквиру клуба „Партизан - Бањица“. Године 1978. полаже за 1. Дан у Фиренци, код учитеља Хироши Таде (9. Дан). Након тога отвара клуб „Ташмајдан“ 1980. године (касније „Абрашевић“, а сада „АРС“) у Београду.
Посећује бројне семинаре у Италији, Холандији, Канади код мајстора:
- Хироши Тада (9. Дан)
- Хидеки Хосокава (7. Дан)
- Коичи Тохеј (10. Дан)
- Јоџи Фуџимота (7. Дан) (код кога и полаже за појасеве до 4. Дана.)

За 5. Дан полагао је 1997. код учитеља Масатоми Икеде. Осим на територији бивше Југославије, држао је семинаре у Холандији, Немачкој и Јужноафричкој Републици. У јануару 2005. године на церемонији Кагамибираки Хомбу доџо га промовише у 6. Дан. Велибор Весовић је мајстор највишег степена на територији бивше Југославије.
Поред аикида Велибор Весовић је тренер и борилачке вештине руски систем.